# Йененга

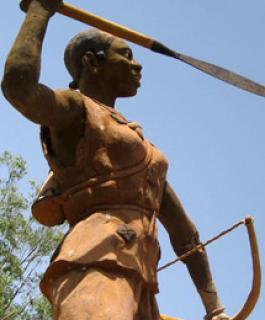

Йененга (также известна как Йененга Стройная) — легендарная африканская принцесса, считается матерью народа моси, проживающего преимущественно на территории Буркина-Фасо. Она была известной воительницей, её сын Уэдраого основал Империю Моси.

## Биография
Йененга была дочерью Недеги, жившего в начале XIII века правителя королевства Дагомба, располагавшегося на территории нынешней северной Ганы. Она была красивой девушкой и желанной невестой, в то же время с 14-ти лет принимавшей участие в битвах с соседним народом мандинка. Будучи превосходной наездницей, принцесса, вооруженная дротиками и луком со стрелами, командовала в бою собственным отрядом. Йененга играла настолько важную роль в войсках, что по достижении ей матримониального возраста отец отказался выбрать для неё мужа или дать разрешение на свадьбу. Чтобы показать отцу всю глубину своего несчастья, Йененга засеяла поле пшеницей; когда урожай созрел, она дала колосьям сгнить на поле, не начав жатву. Тем самым, принцесса аллегорически показала отцу, что она испытывала, не имея возможности выйти замуж. Недега, однако, остался равнодушен к этой демонстрации отчаяния и посадил дочь под замок.
Один из королевских всадников помог Йененге бежать из заключения, переодев её в мужчину и приведя её жеребца. В пути они были атакованы мандинка, и освободитель Йененги погиб, принцесса осталась одна и продолжила двигаться к северу. Однажды ночью, когда Йененга была изнурена переправой через широкую реку, конь отвез её в лес. Там она встретила отшельника-охотника на слонов по имени Риале. Когда принцесса избавилась от маскировки, охотник тут же в неё влюбился. У Йененги и Риале родился сын Уэдраого (что означает «жеребец», ныне это очень распространенное имя в Буркина Фасо), который позже и основал королевство Моси Вогодого.

## Память
- Йененга почитается Моси как основательница их Империи, множество памятников, посвященных принцессе, находится в Уагадугу[2].
- Статуэтка золотого жеребца, называемая Étalon de Yennenga, является главным призом на фестивале кино и телевидения стран Африки в Уагадугу (FESPACO)[4].
- Прозвище национальной футбольной сборной — «Les Étalons» (с фр. — «жеребцы») — дано в честь жеребца принцессы Йененги[5].